# Frédéric-Guillaume de Schleswig-Holstein-Sonderbourg-Glücksbourg
Frédéric Guillaume de Schleswig-Holstein-Sonderbourg-Glücksbourg (en allemand : Friedrich Wilhelm Paul Leopold von Schleswig-Holstein-Sonderburg-Glücksburg; en danois : Frederik Vilhelm Paul Leopold til Slesvig-Holsten-Sønderborg-Glücksborg), né le 4 janvier 1785 à Lindenau et mort le 17 février 1831 au château de Gottorff, fut un prince et officier dano–allemand qui fut le duc de Schleswig-Holstein-Sonderbourg-Beck de 1816 à 1825, puis le duc de Schleswig-Holstein-Sonderbourg-Glücksbourg de 1825 à 1831. Le duc fonda la maison princière de Glücksborg, une branche de la maison d'Oldenbourg. Il est ainsi l'ancêtre d'une maison princière qui regroupe les maisons royales du Danemark, de la Grèce, de la Norvège et du Royaume-Uni.
Fils unique du duc Frédéric-Charles-Louis de Schleswig-Holstein-Sonderbourg-Beck et de la comtesse Frédérique de Schlieben, Frédéric-Guillaume est un membre de la maison ducale de Schleswig-Holstein-Sonderbourg-Beck, une branche cadette inférieure de la Maison d'Oldenbourg, la famille royale de Danemark. En 1804, son père l'envoie au Danemark, où il fait carrière comme officier dans l'armée danoise pendant les Guerres napoléoniennes. Grâce à son mariage avec la princesse Louise-Caroline de Hesse-Cassel en 1810, Frédéric-Guillaume devient le beau-frère du roi Frédéric VI de Danemark, puisque la sœur aînée de son épouse est mariée au roi. En 1816, Frédéric-Guillaume succède à son père comme duc de Schleswig-Holstein-Sonderbourg-Beck, et en 1825, après l'extinction de la lignée aînée de Glücksbourg en 1824, le roi Frédéric VI transfére le château de Glücksbourg à son beau-frère et change son titre en duc de Schleswig-Holstein-Sonderbourg-Glücksbourg.
Le duc Frédéric-Guillaume et la duchesse Louise-Caroline eurent dix enfants, dont le quatrième fils devint roi de Danemark en 1863 sous le nom de Christian IX. Le duc fut ainsi le grand-père du roi Frédéric VIII de Danemark, la reine Alexandra du Royaume-Uni (épouse d'Édouard VII), Georges Ier, roi des Hellènes, et l'impératrice Maria Feodorovna de Russie (épouse d'Alexandre III et mère de Nicolas II).

## Famille
Il est le fils unique de Frédéric Charles Louis de Schleswig-Holstein-Sonderbourg-Beck et de Frédérique von Schlieben.
Le 26 janvier 1810, Frédéric-Guillaume épouse Louise-Caroline de Hesse-Cassel (1789-1867), fille du landgrave Charles de Hesse-Cassel. Dix enfants sont nés de cette union :
- Marie (1810-1869), qui épouse en 1837 Frédéric von Lasperg (1796-1843), puis en 1846 le comte Alfred von Hohenthal († 1860) ;
- Frédérique (1811-1902), qui épouse en 1834 le duc Alexandre-Charles d'Anhalt-Bernbourg ;
- Charles (1813-1878), duc de Schleswig-Holstein-Sonderbourg-Glücksbourg, qui épouse en 1838 la princesse Wilhelmine-Marie de Danemark (1808-1891) ;
- Frédéric (1814-1885), duc de Schleswig-Holstein-Sonderbourg-Glücksbourg, qui épouse en 1841 la princesse Adélaïde de Schaumbourg-Lippe (1821-1899) ;
- Guillaume (1816-1893) ;
- Christian IX (1818-1906), roi de Danemark ;
- Louise (1820-1894), abbesse d'Itzehoe ;
- Jules (1824-1903) ;
- Jean (1825-1911) ;
- Nicolas (1828-1849).

## Biographie

### Premières années

#### Naissance et famille
Frédéric-Guillaume est né le 4 janvier 1785 au manoir de Lindenau près de la ville de Braunsberg en province de Prusse-Orientale, la province la plus au nord-est du royaume de Prusse. Il est le troisième et le plus jeune enfant et le fils unique du duc Frédéric-Charles-Louis de Schleswig-Holstein-Sonderbourg-Beck (1757-1816) et de son épouse, la comtesse Frédérique de Schlieben (1757-1827). Baptisé sous les noms de Frédéric-Guillaume-Paul-Léopold, le prince nouveau-né a pour parrain son parent éloigné, le prince héritier Frédéric de Danemark et de Norvège (futur roi Frédéric VI).

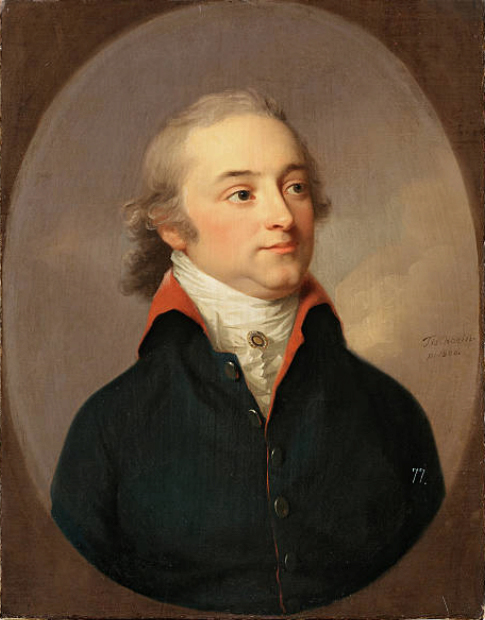
Le père de Frédéric-Guillaume, le duc Frédéric-Charles-Louis de Schleswig-Holstein-Sonderbourg-Beck.

Lorsque le prince Frédéric-Guillaume voit le jour, son père est le chef de la maison ducale de Schleswig-Holstein-Sonderbourg-Beck, une branche cadette inférieure de la Maison d'Oldenbourg, la famille royale de Danemark. La famille descend d'un fils cadet du roi Christian III de Danemark, le duc Jean de Schleswig-Holstein-Sonderbourg, dont le petit-fils Auguste-Philippe avait rompu ses liens avec le Danemark et s'était rendu en Allemagne. Là, il acquit le manoir de Beck en Westphalie, après quoi la lignée fut nommée Schleswig-Holstein-Sonderbourg-Beck. Ses fils et leurs descendants entrent au service prussien, polonais et russe. Plus récemment, le père et le grand-père de Vilhelm ont occupé des postes importants dans l'Armée royale prussienne.

#### Enfance et éducation

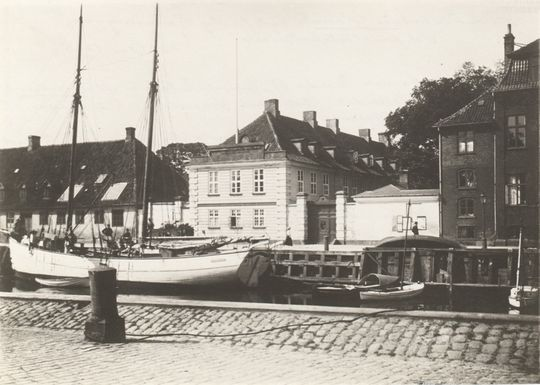
La caserne de la cavalerie de la Garde par Frederiksholms Kanal à Copenhague au XIXe siècle.

Le prince Frédéric-Guillaume grandit avec ses deux sœurs à Lindenau, où il reçoit sa première enseignement à la maison. En 1798, le père de Frédéric-Guillaume prend sa retraite de son service militaire prussien et s'installe à Leipzig pour étudier. Parallèlement, Frédéric-Guillaume est envoyé à l'Académie de chevalerie de Brandebourg-sur-la-Havel où il fait ses études de 1798 à 1802, après quoi il étudie à l'Université de Leipzig sous la surveillance de son père à partir de 1803. 
Bien que les ancêtres de Frédéric-Guillaume aient été au service prussien, le père n'est plus en bons termes avec le roi de Prusse en raison de dispositions malheureuses et souhaite donc trouver des opportunités de carrière pour son fils ailleurs. En 1804, son père l'envoie alors aux origines ancestrales de la famille au Danemark-Norvège. Déjà en 1803, le parrain du prince, le prince héritier Frédéric, l'avait nommé rittmeister à la suite, et l'année suivante, il arrive à Copenhague pour rejoindre la cavalerie de la Garde (en) et s'installe dans la caserne de la garde au centre de Copenhague.

#### Carrière militaire
Par la suite, Frédéric-Guillaume fait carrière comme officier dans l'armée danoise pendant les Guerres napoléoniennes. Après un an seulement dans la capitale, Frédéric-Guillaume est transféré à sa demande dans le duché de Holstein, où l'armée danoise assure la frontière sud de la monarchie danoise. De 1805 à 1807, il y sert comme sous-rittmeister au régiment de dragons, où il participe à la garde de la frontière et démontre à plusieurs reprises de bonnes compétences militaires, notamment en reconnaissance militaire. Après le bombardement britannique de Copenhague en 1807, le Danemark, jusqu'alors neutre, s'allie à l'Empire français et l'armée est transférée en Seeland, où Frédéric-Guillaume reprend du service dans la capitale.

### Mariage

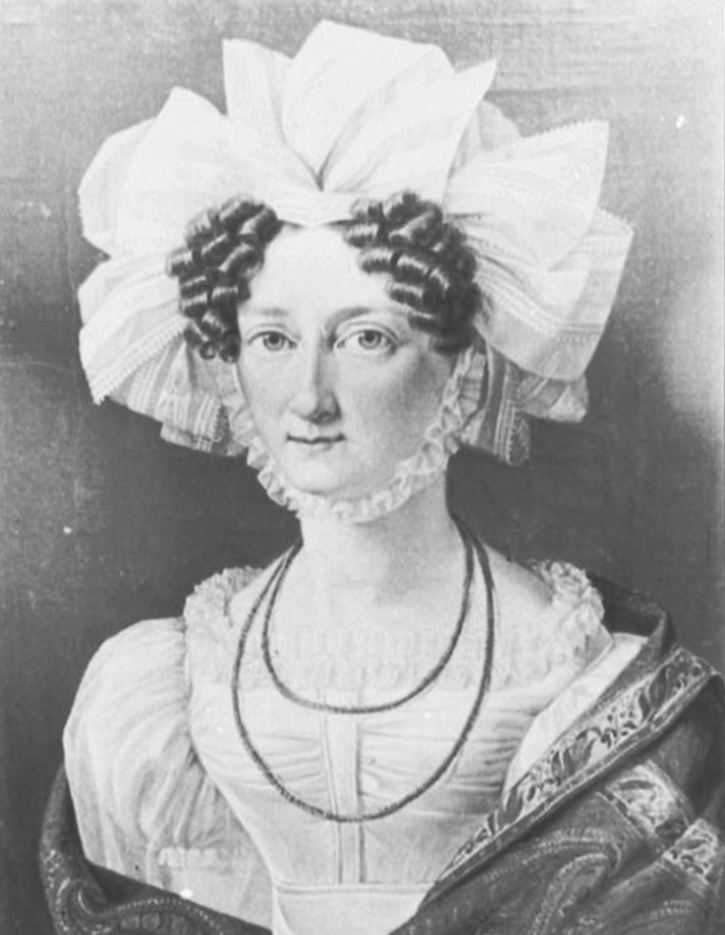
La femme de Frédéric-Guillaume, la princesse Louise-Caroline de Hesse-Cassel. Portrait par Carl Andreas August Goos, 1829 (Château de Glücksbourg).

Nommé major à l'état-major des duchés de Schleswig et Holstein en 1809, Frédéric-Guillaume est hébergé au château de Gottorf avec le chef d'État-Major des armées, le prince Charles de Hesse-Cassel. Là, il rencontre la princesse Louise-Caroline de Hesse-Cassel, la fille plus jeune du prince Charles et son épouse la princesse Louise de Danemark, elle-même fille du roi Frédéric V de Danemark. Frédéric-Guillaume et Louise-Caroline se fiancent en novembre 1809 et se marient le 26 janvier 1810 à la chapelle du château de Gottorf. Le mariage est célébré comme un simple mariage de guerre, sans la participation des parents de Frédéric-Guillaume ou de son parrain, le roi Frédéric VI.
Grâce à ce mariage, Frédéric-Guillaume devient également le beau-frère du roi Frédéric VI de Danemark, puisque la sœur aînée de sa nouvelle épouse, la princesse Marie-Sophie de Hesse-Cassel est mariée au roi.

### Duc

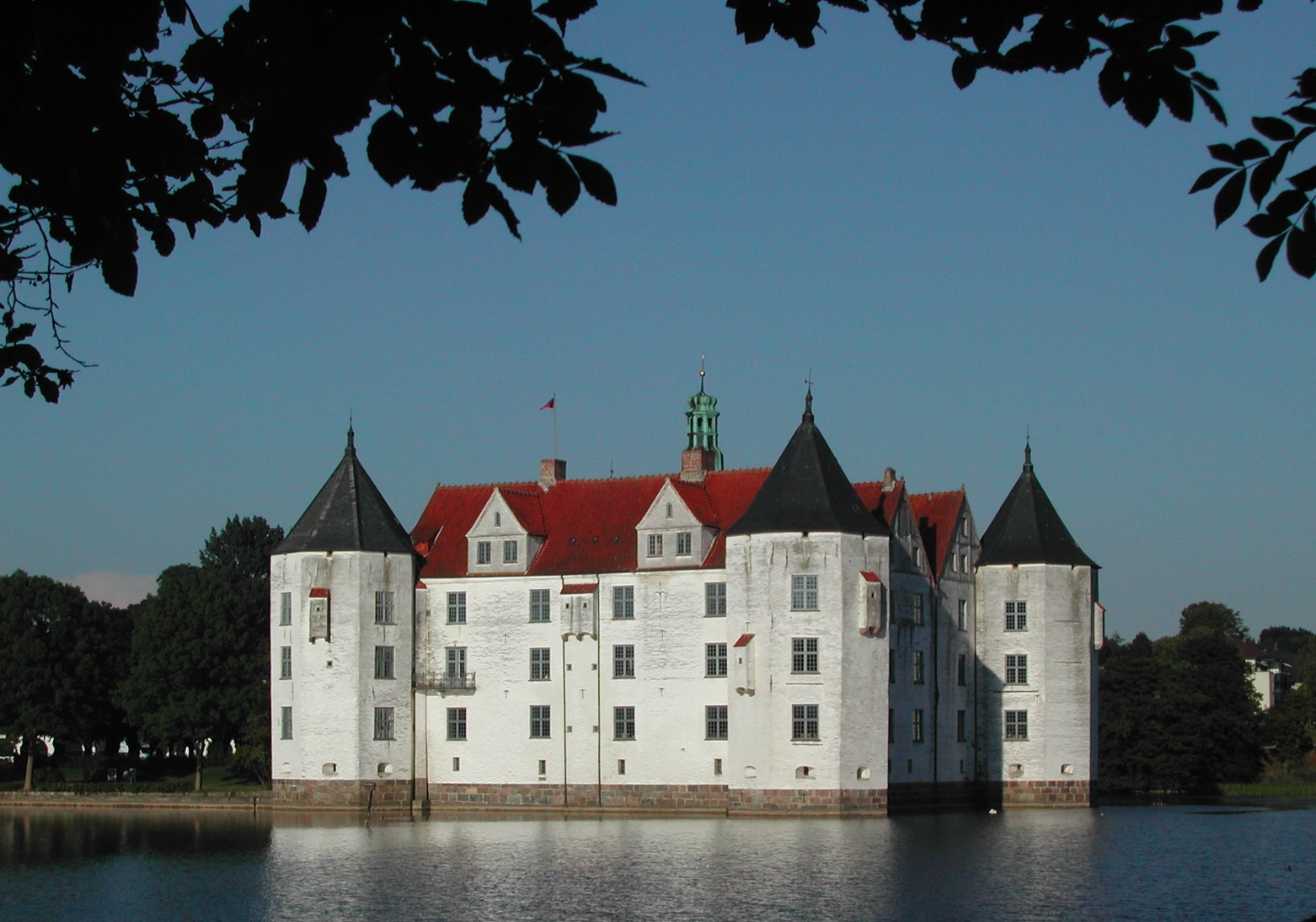
Le château de Glücksbourg, résidence des branches familiales éponymes.

Le 25 mars 1816, Frédéric-Guillaume succède à son père comme duc de Schleswig-Holstein-Sonderbourg-Beck. Le 6 juillet 1825, le roi Frédéric VI transfére le château de Glücksbourg à son beau-frère qui change son titre en duc de Schleswig-Holstein-Sonderbourg-Glücksbourg, après l'extinction de la lignée aînée de Glücksbourg en 1824.

### Disparation
Après une courte maladie, le duc Frédéric-Guillaume décède à l'âge de 46 ans seulement le 17 février 1831 pendant un séjour au château de Gottorf. Il meurt des suites d'un rhume qui s'était transformé en pneumonie et, à la discrétion du duc, en scarlatine, qui avait déjà touché deux de ses enfants. Il laisse sa femme veuve sans argent et avec dix enfants.

## Généalogie
Frédéric Guillaume de Schleswig-Holstein-Sonderbourg-Glücksbourg appartient à la quatrième branche (lignée de Schleswig-Holstein-Sonderbourg-Beck) issue de la première branche de la Maison de Schleswig-Holstein-Sonderbourg, elle-même issue de la première branche de la Maison d'Oldenbourg. Il est l'ascendant de Margrethe II, Harald V, Constantin II, Sophie de Grèce, reine d'Espagne, de Philip Mountbatten, Élisabeth II et de leur fils Charles III.